# Vietnã na Universíada de Verão de 2021
O Vietnã participou da Universíada de Verão de 2021, que aconteceu em Chengdu, na China, entre 28 de julho e 8 de agosto de 2023.
Foram sete atletas — quatro masculinos e três femininos — em duas modalidades olímpicas.

## Competidores
Estas foram as modalidades e atletas que disputaram a edição:
| Esporte   | Masculino | Feminino | Total |
| --------- | --------- | -------- | ----- |
| Atletismo | 1         | 0        | 1     |
| Taekwondo | 3         | 3        | 6     |
| Total     | 4         | 3        | 7     |

## Medalhas

### Medalhistas
Estes foram os medalhistas desta edição:
| Medalha | Esporte   | Atleta                                                   | Prova                       |
| ------- | --------- | -------------------------------------------------------- | --------------------------- |
| Bronze  | Taekwondo | Nguyễn Phan Khánh Hân                                    | Feminino – Pumsae           |
| Bronze  | Taekwondo | Lưu Quyền Phước Bùi Anh Tuấ Nguyễn Ngọc Minh Hy          | Masculino – Equipe – Pumsae |
| Bronze  | Taekwondo | Lê Trần Kim Uyên Nguyễn Thị Kim Hà Nguyễn Phan Khánh Hân | Feminino – Equipe – Pumsae  |

### Por modalidade
Estas foram as medalhas por modalidade nesta edição:
| Esporte   | Medalha de ouro | Medalha de prata | Medalha de bronze | Total de medalhas |
| --------- | --------------- | ---------------- | ----------------- | ----------------- |
| Taekwondo | 0               | 0                | 3                 | 3                 |
| Total     | 0               | 0                | 3                 | 3                 |

## Desempenho

### Atletismo
Masculino
Provas de pista
| Atleta          | Evento | Primeira fase | Primeira fase | Quartas de final | Quartas de final | Semifinal   | Semifinal   | Final       | Final       | Ref.  |
| Atleta          | Evento | Resultado     | Pos.          | Resultado        | Pos.             | Resultado   | Pos.        | Resultado   | Pos.        | Ref.  |
| --------------- | ------ | ------------- | ------------- | ---------------- | ---------------- | ----------- | ----------- | ----------- | ----------- | ----- |
| Quang toan Tran | 100m   | 12.1          | 7             | —                | —                | Não avançou | Não avançou | Não avançou | Não avançou | [ 3 ] |
| Quang toan Tran | 200m   | DNS           | DNS           | —                | —                | Não avançou | Não avançou | Não avançou | Não avançou | [ 4 ] |

### Taekwondo
Masculino
| Atleta                                          | Evento | Primeira fase | Primeira fase | Semifinal | Semifinal | Final     | Final             | Ref.               |
| Atleta                                          | Evento | Resultado     | Pos.          | Resultado | Pos.      | Resultado | Pos.              | Ref.               |
| ----------------------------------------------- | ------ | ------------- | ------------- | --------- | --------- | --------- | ----------------- | ------------------ |
| Lưu Quyền Phước                                 | Pumsae | 7.020 Q       | 4             | 7.000 Q   | 6         | 6.690     | 5                 | [ 5 ] [ 6 ] [ 7 ]  |
| Lưu Quyền Phước Bùi Anh Tuấ Nguyễn Ngọc Minh Hy | Pumsae | —             | —             | 6.790 Q   | 5         | 7.010     | Medalha de bronze | [ 8 ] [ 9 ] [ 10 ] |

Feminino
| Atleta                                                   | Evento | Primeira fase | Primeira fase | Semifinal | Semifinal | Final     | Final             | Ref.                        |
| Atleta                                                   | Evento | Resultado     | Pos.          | Resultado | Pos.      | Resultado | Pos.              | Ref.                        |
| -------------------------------------------------------- | ------ | ------------- | ------------- | --------- | --------- | --------- | ----------------- | --------------------------- |
| Nguyễn Phan Khánh Hân                                    | Pumsae | 6.820 Q       | 2             | 6.800 Q   | 4         | 6.150     | Medalha de bronze | [ 11 ] [ 12 ] [ 13 ] [ 14 ] |
| Lê Trần Kim Uyên Nguyễn Thị Kim Hà Nguyễn Phan Khánh Hân | Pumsae | —             | —             | 7.220 Q   | 4         | 6.580     | Medalha de bronze | [ 15 ] [ 16 ] [ 17 ]        |

Dupla mista
| Atleta                                | Evento | Primeira fase | Primeira fase | Semifinal | Semifinal | Final     | Final | Ref.                 |
| Atleta                                | Evento | Resultado     | Pos.          | Resultado | Pos.      | Resultado | Pos.  | Ref.                 |
| ------------------------------------- | ------ | ------------- | ------------- | --------- | --------- | --------- | ----- | -------------------- |
| Nguyễn Ngọc Minh Hy Nguyễn Thị Kim Hà | Pumsae | 6.820 Q       | 5             | 6.830 Q   | 3         | 6.520     | 8     | [ 18 ] [ 19 ] [ 20 ] |

Legenda
| Recorde mundial      | Recorde mundial (World record)               |                       | Recorde africano                      | Recorde africano (African) |                                           | Q | Classificado por posição (Qualified) |
| Recorde olímpico     | Recorde olímpico (Olympic record)            | Recorde da América    | Recorde da América (Americas)         | q                          | Classificado por melhor tempo (Qualified) |   |                                      |
| Melhor marca do ano  | Melhor marca do ano (World leading)          | Recorde asiático      | Recorde asiático (Asian)              | DNS                        | Não largou (Did not start)                |   |                                      |
| Recorde nacional     | Recorde nacional (National record)           | Recorde europeu       | Recorde europeu (European)            | DNF                        | Não terminou (Did not finish)             |   |                                      |
| Recorde pessoal      | Recorde pessoal do atleta (Personal best)    | Recorde da Oceania    | Recorde da Oceania (Oceania)          | DSQ / DQ                   | Desclassificado (Disqualified)            |   |                                      |
| Recorde da temporada | Recorde da temporada do atleta (Season best) | Recorde sul-americano | Recorde sul-americano (South America) | NM                         | Sem marca (No mark)                       |   |                                      |